# Tarleton
Tarleton is een civil parish in het bestuurlijke gebied West Lancashire, in het Engelse graafschap Lancashire met 5652 inwoners.